# Наиск
Наиск (лат. Naïskos, др.-греч. ναϊσκος) — небольшой храм в классическом стиле с колоннами или пилонами и треугольным фронтоном. Наиск часто встречается в качестве художественного элемента храмов, например, в Эгире или Дидиме, в архитектуре малых форм на древнегреческих кладбищах в качестве надгробных рельефов или ниш, как, например, на кладбище Керамик в Афинах и на наисковых вазах в краснофигурной вазописи. Внутри наиска обычно изображался усопший. В Лувре представлены скульптурные изображения наисков из терракоты, созданные во исполнение обета и служившие в качестве домашних святилищ. Изображение наиска всегда имеет религиозную окраску в погребальных ритуалах древних греков.
У древних римлян существовало аналогичное понятие — эдикула, которое, однако, не совпадает полностью с наиском. В отличие от наиска, эдикула в древнеримских триумфальных арках выполняла представительскую функцию.

Ссылки: Art Portal https://art.biblioclub.ru/picture_127917_naisk_zajitochnogo_afinyanina_v_obraze_voina/